# Sabine Braun
Sabine Braun (Essen, 19 giugno 1965) è un'ex multiplista tedesca, vincitrice di due titoli mondiali nell'eptathlon.

## Biografia
La sua carriera internazionale inizia nel 1983, quando conquista l'argento ai campionati europei juniores.
Nel 1984 si piazza 6ª ai Giochi olimpici di Los Angeles, ma il risultato migliore lo ottiene a Barcellona 1992, quando con 6.649 punti vince il bronzo dietro a Jackie Joyner-Kersee e Irina Belova.
Ai mondiali vince l'oro nel 1991 e nel 1997 oltre all'argento nel 1993. Agli Europei conquista due volte la prima piazza: nel 1990 e nel 1994, piazzandosi seconda nel 2002, alla sua ultima gara.
Nel 1997 ha stabilito la miglior prestazione mondiale stagionale. Inoltre è la detentrice del record tedesco.

## Record nazionali

### Seniores
- Eptathlon: 6.985 p. ( Götzis, 31 maggio 1992)
- Pentathlon indoor: 4.780 p. ( Parigi, 7 marzo 1997)

## Palmarès
| Anno                                   | Manifestazione   | Sede        | Evento         | Risultato | Prestazione | Note             |
| -------------------------------------- | ---------------- | ----------- | -------------- | --------- | ----------- | ---------------- |
| In rappresentanza della Germania Ovest |                  |             |                |           |             |                  |
| 1983                                   | Europei juniores | Schwechat   | Eptathlon      | Argento   | 6.273 p.    |                  |
| 1984                                   | Giochi olimpici  | Los Angeles | Eptathlon      | 18ª       | 5.621 p.    |                  |
| 1987                                   | Mondiali         | Roma        | Eptathlon      | 4ª        | 6.497 p.    |                  |
| 1988                                   | Giochi olimpici  | Seul        | Eptathlon      | 14ª       | 6.109 p.    |                  |
| 1989                                   | Universiade      | Duisburg    | Eptathlon      | Argento   | 6.575 p.    |                  |
| 1990                                   | Europei          | Spalato     | Eptathlon      | Oro       | 6.688 p.    |                  |
| In rappresentanza della Germania       |                  |             |                |           |             |                  |
| 1991                                   | Mondiali         | Tokyo       | Eptathlon      | Oro       | 6.672 p.    |                  |
| 1992                                   | Giochi olimpici  | Barcellona  | Eptathlon      | Bronzo    | 6.649 p.    |                  |
| 1993                                   | Mondiali         | Stoccarda   | Eptathlon      | Argento   | 6.797 p.    |                  |
| 1994                                   | Europei          | Helsinki    | Eptathlon      | Oro       | 6.419 p.    |                  |
| 1995                                   | Mondiali         | Göteborg    | Eptathlon      | dnf       | dnf         |                  |
| 1996                                   | Giochi olimpici  | Atlanta     | Eptathlon      | 7ª        | 6.317 p.    |                  |
| 1997                                   | Mondiali indoor  | Parigi      | Pentathlon     | Oro       | 4.780 p.    | Record nazionale |
| 1997                                   | Mondiali         | Atene       | Salto in lungo | 30ª       | 6,20 m      |                  |
| 1997                                   | Mondiali         | Atene       | Eptathlon      | Oro       | 6.739 p.    |                  |
| 1998                                   | Europei          | Budapest    | Eptathlon      | 6ª        | 6.259 p.    |                  |
| 1999                                   | Mondiali         | Siviglia    | Eptathlon      | 4ª        | 6.497 p.    |                  |
| 2000                                   | Giochi olimpici  | Sydney      | Eptathlon      | 5ª        | 6.355 p.    |                  |
| 2001                                   | Mondiali indoor  | Lisbona     | Pentathlon     | 5ª        | 4.646 p.    |                  |
| 2002                                   | Europei          | Monaco      | Eptathlon      | Argento   | 6.434 p.    |                  |